# Stanislava Jakševičiūtė-Venclauskienė
Stanislava Jakševičiūtė-Venclauskienė, née le 9 juillet 1874 à Šiauliai (Empire russe) et morte le 16 janvier 1958 à Waterbury, (Connecticut) est une actrice et réalisatrice lituanienne. Elle est reconnue Justes parmi les nations.

## Biographie

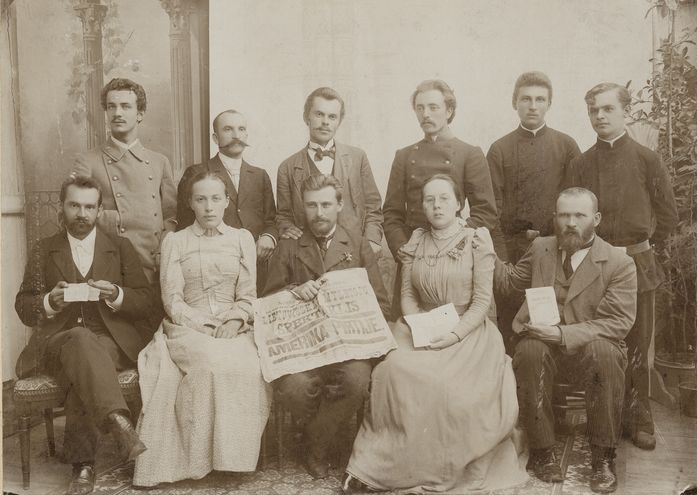
La troupe dAmerika pirtyje en 1899 : Stanislava Jakševičiūtė-Venclauskienė est deuxième à partir de la droite au premier rang.

### Formation
Stanislava Jakševičiūtė va au lycée pour filles de Riga puis étudie les arts de la scène à Riga et à Saint-Pétersbourg. 

### Carrière dans le monde du cinéma
En 1899, Stanislava Jakševičiūtė participe en tant que réalisatrice et actrice à la production de la comédie lituanienne Amerika pirtyje de Juozas Vilkutaitis-Keturakis à Palanga. 
Après son mariage en 1902, elle vit avec son mari à Riga pendant quelques années, où elle travaille comme institutrice et joue des pièces de théâtre pour les résidents lituaniens. En 1908, elle retourne dans sa ville natale de Šiauliai. Là, elle joue au Théâtre russe Nikolaj Dolzhensk. 
En tant qu'assistante familiale, elle élève plus d'une centaine d'orphelins et d'enfants sans abri.

### Seconde Guerre mondiale
Stanislava Jakševičiūtė-Venclauskienė sauve des juifs pendant la Shoah avec l'aide de ses filles en créant notamment un atelier de couture employant une cinquantaine de femmes juives. Sa famille cache également des juifs du ghetto de Šiauliai.
En 1944, elle quitte la Lituanie, vivant d'abord en Allemagne et avant de finalement émigrer aux États-Unis,.

### Hommage
Le 15 mai 1995, ses deux filles et elle-même sont reconnues comme Justes parmi les nations par Yad Vashem.

### Vie privée
En 1902, Stanislava Jakševičiūtė épouse l'avocat Kazimieras Venclauskis (1880-1940). Le couple eut deux filles, Gražbylė (1912-2017) et Danutė.